# Sylvester och Pip
Pip och Sylvester är två filmfigurer i Warner Brothers Looney Tunes, skapade 1942 respektive 1945. I originalversionen heter de Tweety och Sylvester. De påminner mycket om Tom och Jerry, och det finns också en gammal tant som kallas Mormor som påminner mycket om Toms ägare.
Sylvester är en hungrig katt som har rivalerna Pip och Speedy Gonzales. Men Pip har han inte så lätt att fånga eftersom den gamla damen är på hugget. Pip är en liten gul kanariefågel som ofta busar med Sylvester. Sylvester har ibland besvär med hunden Hector som påminner mycket om Spike från Tom och Jerry.

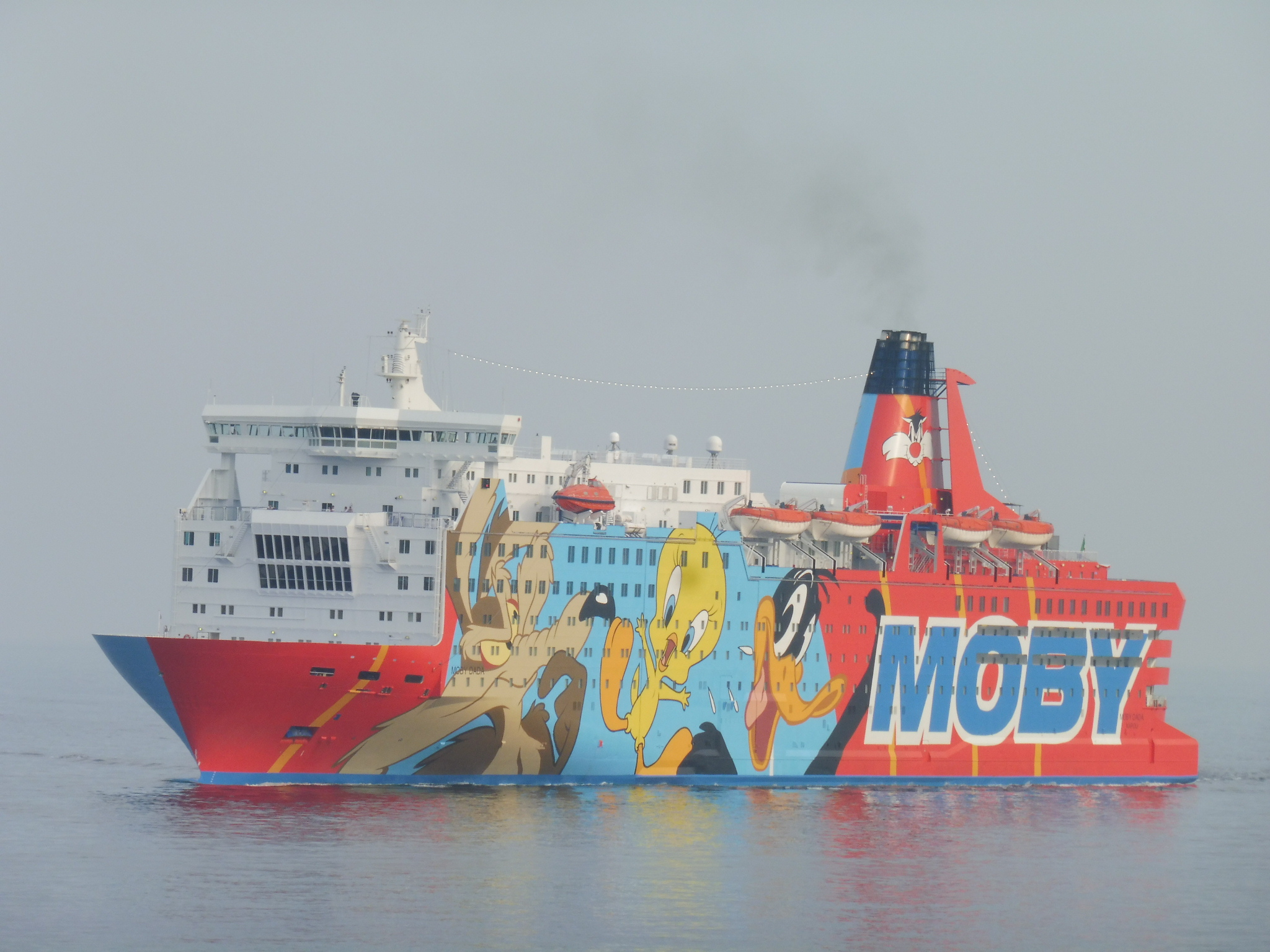
Färjebolaget Moby Lines (här M/S Moby Dada) har målat Looney Tunes-figurer – Pip i mitten – på båtarnas utsidor.

Sylvester och Pip förekommer också i filmerna Vem satte dit Roger Rabbit?, Space Jam och Looney Tunes: Back in Action. Sylvester och Pip brukade spelas av Mel Blanc. Sylvester har även en son som heter Junior som också spelas av Mel Blanc. Ibland brukar även Helmer Mudd och Pelle Pigg vara ägare åt honom.
Man kan tro att Pip är en hona på grund av den pipiga och konstiga rösten, men det är han inte. I svensk dubbning har Pip blivit dubbad av bland annat av Gizela Rasch.
Sylvester läspar när han pratar, ungefär som Daffy Anka fast Sylvester läspar både mer och högre än vad Daffy gör. I svensk dubbning har Sylvester blivit dubbad av bland annat Mikael Roupé.